# Leonilda Prato
Leonilda Prato (Pamparato, 1875 – Torino, 1958) è stata una fotografa italiana.

## Biografia
Figlia di un calzolaio e di una tessitrice, decide di sposare un compaesano, Leopoldo che, seppur di buona famiglia, vuole andarsene in giro a fare il musicista ambulante. Il cognome di entrambi è Prato ma non sono parenti. Si tratta di una decisione verso la quale la famiglia di Leonilda è assolutamente contraria, ma lei non demorde. E così partono, lui con la fisarmonica, lei con la chitarra e il mandolino attraverso i paesi di montagna, piccoli e grandi, delle Alpi italiane, francesi e svizzere.
I loro quattro figli vengono cresciuti dalla nonna paterna e da uno zio prete. Il più grande, Leonardo nato nel 1897, morirà nel maggio 1917 combattendo da bersagliere sul Monte Zebio durante la Prima guerra mondiale.
Nel 1900 i due sono in Svizzera, a Vaud, dove per caso lei incontra un artigiano austriaco, fotografo, che le insegna a fotografare e le regala la sua prima macchina fotografica.
Ironia della sorte: man mano che cresce in lei la sua brama di "vedere" il mondo attraverso la sua macchina fotografica, il marito si avvia inesorabilmente alla cecità.
Torna al paese, passa in Liguria, sono anni densi di immagini, di ritratti: uomini, donne, bambini, famiglie. La morte di Leopoldo la costringe a cercare un lavoro più redditizio per mantenere la numerosa famiglia. Apre un negozio di merceria ed un piccolo allevamento di galline ovaiole.
Però durante la Seconda guerra mondiale riprende in mano la macchina e fotografa gli avamposti nazisti e rilascia documenti falsi ai partigiani. Dopo la guerra va a vivere a Torino, si reinventa imprenditrice.
I materiali fotografici di Leonilda, lastre di vetro e negativi, oltre a due macchine fotografiche di grande formato, sono stati donati dal nipote Mauro Uberti, che ne era entrato in possesso alla morte della zia, all'Istituto Storico della Resistenza di Cuneo. Dopo il restauro e la stampa, sono state recuperate e rese disponibili 2736 fotografie.
Si tratta di un mondo per lo più scomparso, esistito tra gli anni '10 e gli anni '30 del Novecento, nelle campagne e nei monti alpini del Piemonte e della Liguria. Pochi i paesaggi, molti i ritratti raccolti anche per strade a sterro, in paesini miseri e sperduti, magari non più esistenti, ritratti di persone con l'unico vestito buono, o con la divisa militare e tende sgualcite e strappate a mo' di fondali.
La storia di Leonilda è stata portata anche in teatro una prima volta con Gli scatti di Leonilda al Teatro Civico Garibaldi di Settimo Torinese nel 2010 con l'interpretazione di Monica Bonetto, Gabriele Vacis, Marco Paolini e Laura Curino e alla fisarmonica di Beppe Rizzo
Un nuovo spettacolo teatrale incentrato sulla figura della fotografa di Pamparato viene portato in scena il 6 marzo 2023 da Alessandra Demichelis e Giorgio Olivero al Cinema Monviso di Cuneo dal titolo: Leonilda Prato, fotografa ambulante: storia di una passione, di un archivio e di un mondo perduto.